# Ion Bog
Ion Bog (n. 16 septembrie 1942 – d. 21 ianuarie 1976) a fost un actor român de film, radio, teatru, televiziune și voce. A interpretat roluri în filme realizate în România și Ungaria.

## Filmografie
- Neamul Șoimăreștilor (1965)
- Vin cicliștii (1968)
- Căldura (1969) - dublaj de voce
- 1972 - Utazás Jakabbal (Călătorie cu Iacob)
- Ultimul cartuș (1973)
- 1973 - Egy kis hely a nap alatt
- 1974 - Ámokfutás
- Evadarea (1975)
- 1975 - Hajdúk, personajul Nagy Balázs
- 1976 - A járvány, personajul Pauk Mihály
- Toate pînzele sus (serial de televiziune, 1977) - Cristea Busuioc (episodul 2)